# 雪柳
雪柳（学名：Fontanesia fortunei）为木犀科雪柳属下的一个种。种名 fortunei 以英国植物学家Robert fortune（1813-1880）的名字命名。